# Arrecife

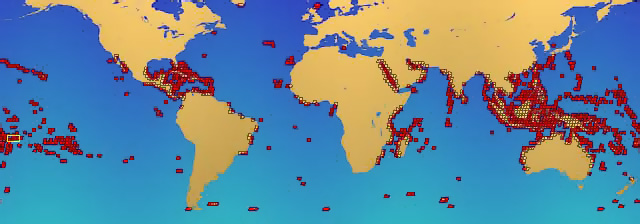
Localização de recifes no planeta.

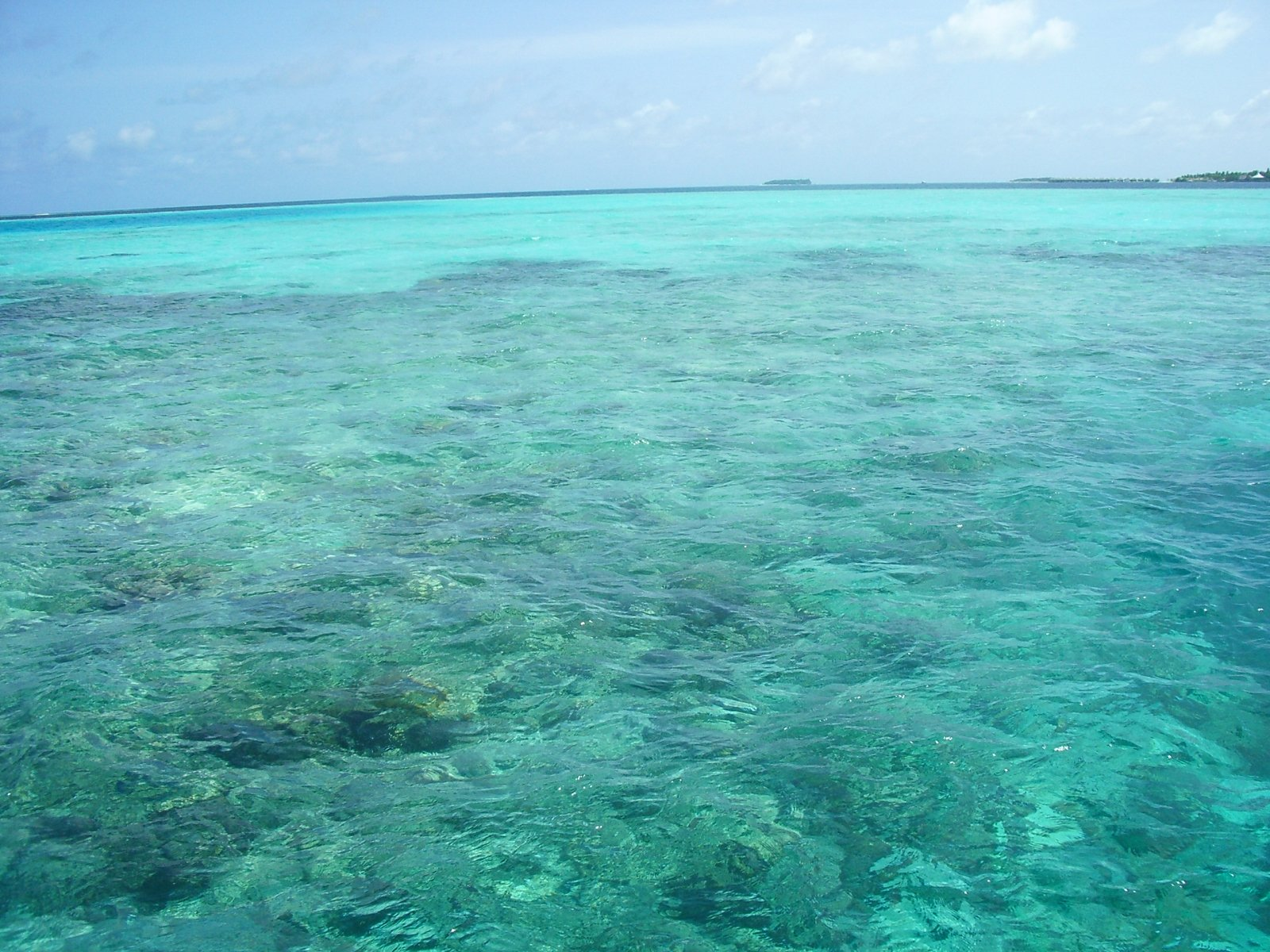
Recifes nas Maldivas.

Arrecife ou recife é uma formação rochosa submersa logo abaixo da superfície de águas oceânicas, normalmente próxima à costa e em áreas de pouca profundidade. Em Portugal também se designam por restingas. Outros termos equivalentes são escolho e abrolhos.
Os recifes são ecossistemas marinhos de grande biodiversidade que se desenvolvem em águas tropicais, atraindo a atenção de oceanógrafos e biólogos, além dos aficionados pelo mergulho. A incidência de luz solar favorece o crescimento de algas, ervas marinhas e corais, o que, por conseguinte, atrai peixes e outros animais marinhos, em busca de alimento e refúgio.
Por se desenvolverem próximos à superfície da água dos oceanos, os recifes representam um grande perigo para a navegação, tendo sido a causa de muitos naufrágios.